# روکتسان
روکتسان (انگلیسی: ROKETSAN) شرکت صنایع جنگ‌افزاری ترک است، که در سال ۱۹۸۸ تأسیس شد.